# 华山路1164号
华山路1164号（又稱泰利洋行大班住宅或长宁区卫生学校旧址），位于中華人民共和國上海市长宁区华山路1164号，建于1926年，主体为2层，占地面积1618平方米，建筑面积1383平方米，洋行大班白兰泰曾作为自住用址，长宁区卫生学校也曾在此用址。2007年长宁区卫生学校从此地迁至云雾山路后，现为上海市长宁区行政学院（中共上海市长宁区委党校）内。2017年被列为文物保护点。